# Autorità di bacino interregionale del fiume Reno
L'Autorità di Bacino del Reno era un organo delle Regioni Emilia-Romagna e Toscana.

## Storia
L'ente è stato istituito in conformità con gli obiettivi dell'art. 13 della legge del 18 maggio 1989, n. 183 "Norme per il riassetto organizzativo e funzionale della difesa del suolo", operante sul bacino idrografico del fiume Reno, considerato come sistema unitario ed ambito ottimale per la difesa del suolo e del sottosuolo, il risanamento delle acque, la fruizione e la gestione del patrimonio idrico e la tutela degli aspetti ambientali ad essi connessi, indipendentemente dalle suddivisioni amministrative. L'Autorità di Bacino interregionale del Reno aveva il compito di governare il bacino idrografico con specifiche attività conoscitive, di pianificazione, di programmazione di interventi per la difesa del suolo. Nel maggio del 2017 è stata assorbita dalla Autorità di bacino distrettuale del fiume Po

## Territorio
Il territorio gestito dall'ente è suddiviso fra i seguenti enti:
- Emilia-Romagna
  - Provincia di Bologna
    - 58 comuni

  - Provincia di Ferrara
    - 5 comuni

  - Provincia di Modena
    - 5 comuni

  - Provincia di Ravenna
    - 16 comuni
- Toscana
  - Provincia di Firenze
    - 5 comuni

  - Provincia di Pistoia
    - 4 comuni

  - Provincia di Prato
    - 2 comuni

La sede amministrativa era a Bologna.